# Piquet Carneiro
Piquet Carneiro là một đô thị thuộc bang Ceará, Brasil. Đô thị này có diện tích 587,887 km², dân số năm 2007 là 14746 người, mật độ 25,08 người/km².